# La Reine des neiges (bande originale)
Vous lisez un « bon article » labellisé en 2015.
Pour les articles homonymes, voir La Reine des neiges (homonymie).
La bande originale du film La Reine des neiges (Frozen) sorti en 2013 est un album publié par Walt Disney Records dont la partition orchestrale a été composée par Christophe Beck et les chansons écrites par Kristen Anderson-Lopez et Robert Lopez. Il est constitué des musiques entendues dans le film, incluant la chanson oscarisée Let It Go (Libérée, délivrée) chantée par Idina Menzel et reprise par Demi Lovato. Il existe une version deluxe qui contient des démos et des versions karaoké, ainsi que des chansons inédites retirées du film, dont Life's Too Short. Le compositeur Christophe Beck s'est beaucoup inspiré de la musique Sámi, et une chanson, Vuelie, a été composée par le Norvégien Frode Fjellheim.
La bande originale a été sélectionnée aux Grammy Awards et a connu un grand succès, certifiée quatre fois platine aux États-Unis et diamant au Japon. L'album a reçu un accueil critique contrasté : certains mettent l'accent sur le talent des chanteurs et sur les chansons réussies, d'autres regrettent les anciennes grandes mélodies Disney comme Un jour mon prince viendra de Blanche-Neige et les Sept Nains (1937) et soulignent le manque d'originalité.

## Production

### Composition

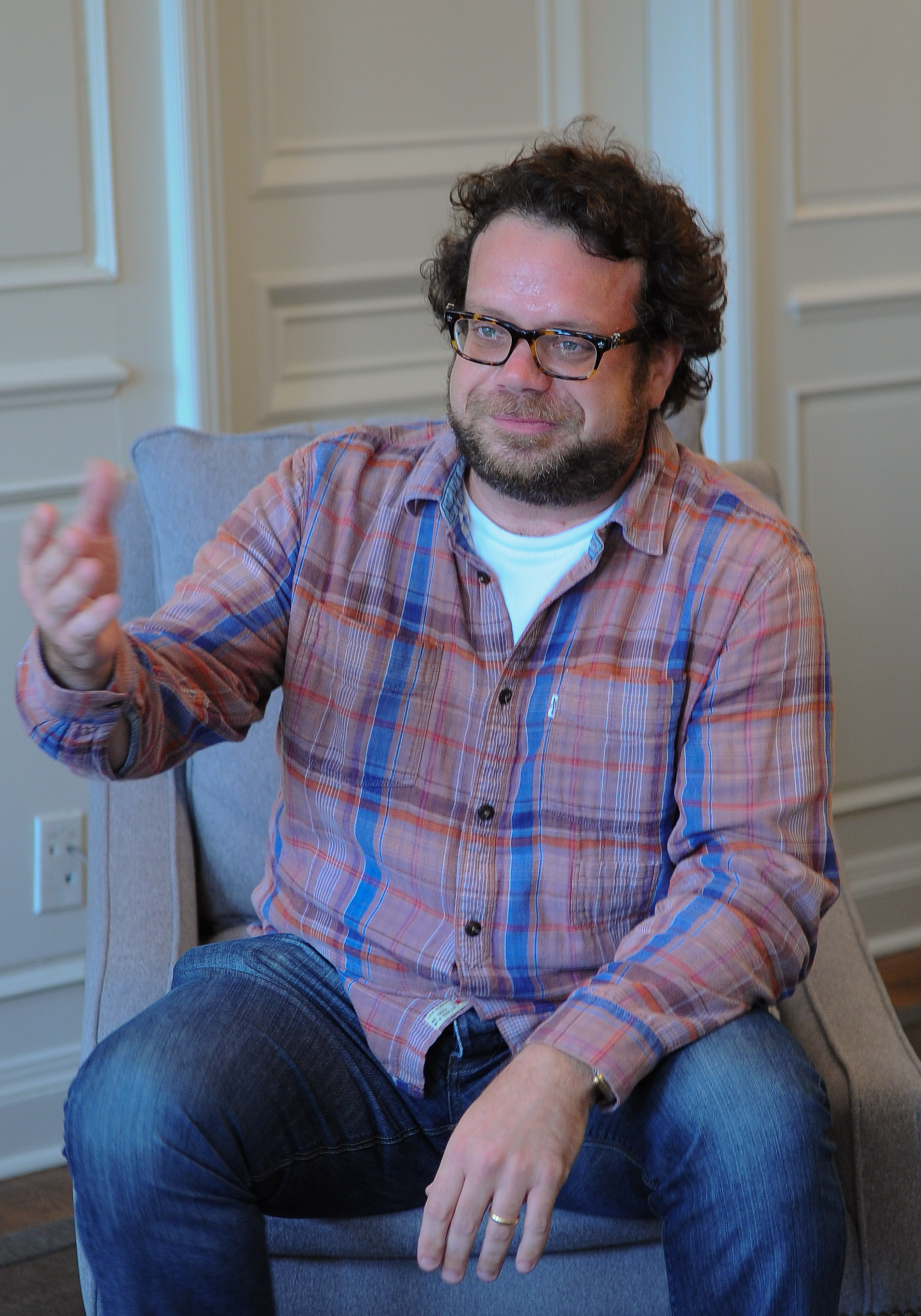
Christophe Beck, compositeur de la partition orchestrale.

Ayant auparavant travaillé ensemble sur Winnie l'ourson (2011) et un spectacle musical intitulé Finding Nemo - The Musical (2007) présenté au parc Disney's Animal Kingdom, le producteur Peter Del Vecho embauche le couple d'auteurs-compositeurs Kristen Anderson-Lopez et Robert Lopez pour le long métrage La Reine des neiges,,,. Ils rejoignent le projet et commencent l'écriture des chansons en janvier 2012. Les Lopez habitant à New York, la collaboration avec l'équipe de production située à Burbank en Californie a nécessité des vidéoconférences de deux heures chaque jour durant environ 14 mois,,,.
Pour chaque chanson composée, ils enregistraient une démo dans le studio privé avec Kristen au chant accompagnée par Robert au piano, qu'ils envoyaient ensuite par mail pour la vidéoconférence suivante. Le couple était attentif au fait que leur travail risquait d'être comparé à celui d'Alan Menken et d'Howard Ashman, célèbre duo ayant participé à la Renaissance Disney. Quand les Lopez se sentaient perdus, ils se disaient : « Qu'est-ce qu'Ashman aurait fait ? ».
Au total, le couple a écrit 25 chansons pour le film dont huit ont été retenues dans la version finale. De plus, deux chansons sont présentes deux fois grâce à des reprises For the First Time in Forever durant le film et Let It Go présente dans le générique de fin mais interprétée par Demi Lovato, ce qui fait un total de dix chansons. Sept des compositions non sélectionnées figurent dans l'édition deluxe de la bande originale.
En plus des chansons, le studio engage en février 2013, Christophe Beck pour composer la partition orchestrale du film après son travail sur Paperman (2012), un court-métrage d'animation de Disney réalisé un an auparavant. Pour la musique orchestrale du film, Christophe Beck a respecté les inspirations scandinaves et Sámi en utilisant des instruments régionaux comme la corne de bouc et le Kulning, une technique de chant traditionnel à la fois strident et modulé utilisée par les bergères suédoises et norvégiennes pour communiquer entre elles par-delà les vallées, ainsi que pour rappeler les troupeaux comme les vaches et les chèvres qui ont pu pendant la journée,. Il a travaillé avec les auteurs-compositeurs Lopez pour incorporer et arranger les chansons dans la musique orchestrale. Leur but était de « créer un voyage musical continu de début à la fin. ».
Le 14 septembre 2013, la presse norvégienne annonce que Eatnemen Vuelie de Frode Fjellheim (en) serait la chanson d'ouverture du film du fait de la présence du chant traditionnel Sámi Joik dans le film. Les producteurs musicaux ont embauché un linguiste norvégien afin de les assister dans l'écriture des paroles pour une chanson en vieux norrois composée pour le couronnement d'Elsa. Ils ont aussi voyagé jusqu'à Trondheim, en Norvège et ont enregistré le chœur féminin Cantus pour un morceau inspiré de musique traditionnelle Sámi.
Robert Lopez et Kristen Anderson-Lopez ont envoyé leurs chansons écrites pour piano et chant à Dave Metzger qui les a orchestrées,. Il a aussi arrangé une grande partie de la musique de Christophe Beck.

### Enregistrement
Sous la supervision de l'ingénieur du son David Boucher, les chanteurs principaux ont commencé à enregistrer les pistes vocales du film en octobre 2012 au studio d'enregistrement Sunset Sound à Hollywood avant que les chansons aient été orchestrées, ils n'entendaient alors que les démos des auteurs-compositeurs Lopez dans leur casque quand ils chantaient. La plupart des dialogues ont été enregistrés au Stage B des studios Disney à Burbank sous la direction du mixeur des dialogues originaux Gabriel Guy, qui a également mixé les effets sonores du film. Certains dialogues ont été enregistrés après les chansons au Sunset Sound et au Capitol Studios situé dans le Capitol Records Building à Los Angeles. Pour les scènes avec Elsa et Anna, les deux studios étaient équipés de cabines d'isolation sonore où Kristen Bell et Idina Menzel pouvaient lire les dialogues en se voyant l'une l'autre, tout en évitant les parasites sur leur pistes respectives. D'autres dialogues ont été enregistrés dans le service de doublage des Walt Disney Studios de Burbank (Stage A) et au studio de Soundtrack Group à New York, car l'équipe de production devait s'adapter au planning chargé des acteurs qui habitaient à New York comme Santino Fontana.
Casey Stone, le mixeur de Christophe Beck, qui a aussi supervisé les enregistrements, a collaboré avec David Boucher pour harmoniser leurs paramètres de micros pour assurer l'homogénéité des transitions entre les chansons et la musique orchestrale, bien qu'ils travaillaient séparément et à des dates différentes. L'orchestration finale des chansons et de la musique a été enregistrée intégralement au studio Warner Bros. à l’Eastwood Scoring Stage, par un orchestre de 80 musiciens et 32 chanteurs ainsi que la Norvégienne Christine Hals. David Boucher a dirigé l'enregistrement des chansons du 22 au 24 juillet 2013 et les a mixées à l'Eastwood stage, puis Casey Stone a supervisé l'enregistrement de la musique orchestrale du 3 au 6 puis 9 et 10 septembre 2013 et l'a mixée au studio personnel de Christophe Beck à Santa Monica en Californie.

### Localisation linguistique

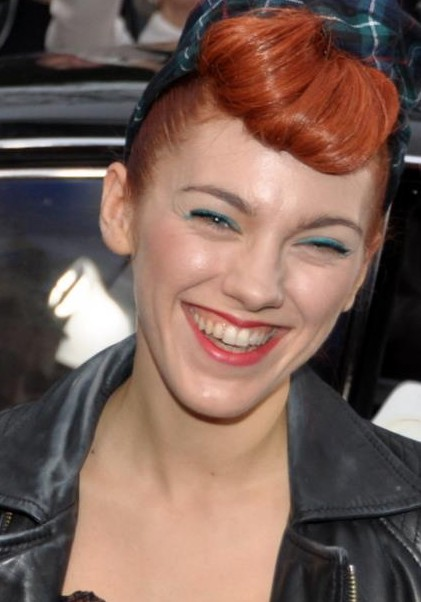
Anaïs Delva double Elsa en français et québécois (chant).

Au cours du processus de localisation des films Disney par Disney Character Voices International, c'est-à-dire d'adaptation aux pays étrangers (notamment les dialogues et les paroles des chansons), La Reine des neiges a été traduit et doublé en quarante-et-une langues contre seulement quinze pour Le Roi lion (1994). Il a fallu trouver des sopranos avec le même ton chaud que la voix d'Idina Menzel et une tessiture de trois octaves dans leur langue natale,. Rick Dempsey, le directeur de l'unité, a considéré le processus de traduction comme un « défi exceptionnel ». Il a expliqué : « C'est un exercice de jonglage difficile pour obtenir la bonne intention dans les paroles, et il faut qu'elles correspondent au rythme des chansons. Après, vous revenez en arrière pour que ça soit synchronisé avec les mouvements des lèvres ! Cela demande beaucoup de patience et de précision. » Les auteurs-compositeurs Lopez ont expliqué que Disney leur a demandé de retirer tout jeu de mots de leurs chansons pour s'assurer que le film soit facilement traduisible avec des paroles intéressantes. Pour sélectionner les chanteurs, Disney a demandé des locuteurs natifs pour que « le film sonne du pays ». Ils ont utilisé les voix de Kristen Bell et d'Idina Menzel comme modèles et ont tenté de trouver des voix qui correspondent « le plus possible », ils ont donc auditionné 200 chanteurs pour remplir les 41 places. Pour environ quinze versions doublées, ils ont sélectionné des actrices et chanteuses différents pour les parties parlées et chantées d'Elsa, car toutes les chanteuses ne pouvaient pas jouer la partie qu'elles chantaient.

## Principaux titres

### Je voudrais un bonhomme de neige
Do You Want to Build a Snowman? ou Je voudrais un bonhomme de neige est chantée au début du film quand Elsa est enfermée dans sa chambre car ses parents ont peur qu'elle perde le contrôle de ses pouvoirs et blesse Anna à nouveau. Les deux sœurs grandissent sous le même toit mais séparément. Après la mort de leurs parents, la chanson devient plus triste pour Anna, qui prie sa sœur de sortir, mais en vain.

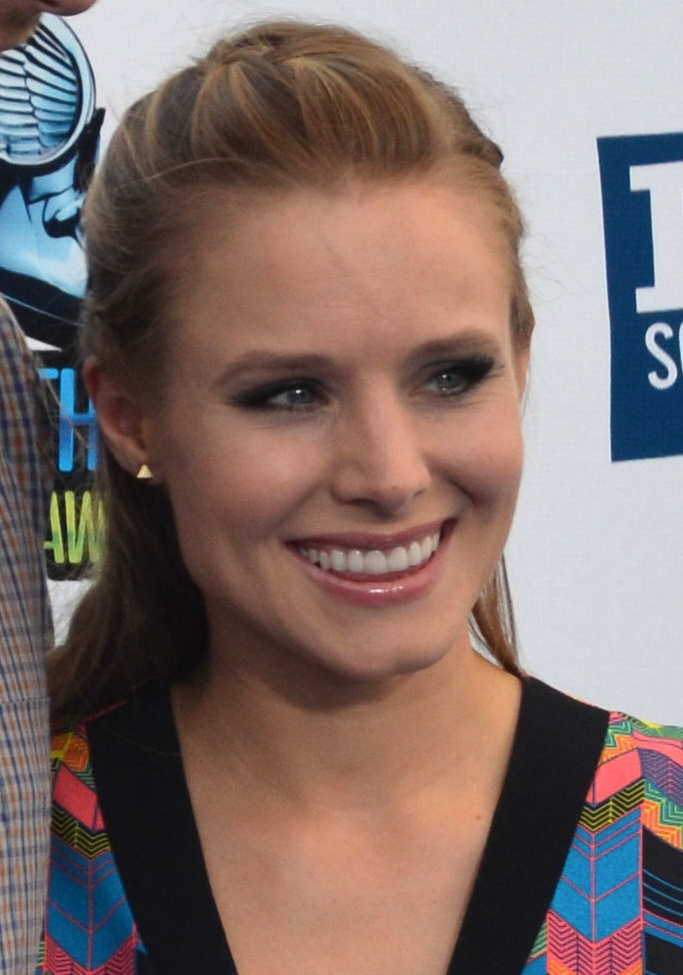
Kristen Bell, la voix d'Anna dans La Reine des neiges.

En version originale, Kristen Bell (Anna adulte), Agatha Lee Monn (Anna adolescente) et Katie Lopez (Anna enfant) interprètent selon l'âge du personnage. En version française, la chanson est interprétée par Emmylou Homs (Anna en âge adulte et à l'âge de 9 ans) et Coralie Thuilier (Anna à l'âge de 5 ans).
À l'origine, Disney avait l'intention de supprimer cette chanson car elle était trop triste et risquait d'alourdir l'acte d'introduction. Cependant, le fait qu'elle soit supprimée a été remis en cause après que le personnel de Disney l'ait entendue et appréciée.
Après la sortie du film, un fan a mis en ligne une vidéo montrant comment une reprise de la chanson aurait pu être judicieuse à la fin du film, lorsqu'Elsa voit sa sœur en statue de glace. Après avoir vu cette vidéo en janvier 2014, l'auteur-compositeur Kristen Anderson-Lopez a expliqué qu'ils avaient prévu de réaliser une reprise pour la fin du film. Elle a ajouté que même si les fans avaient aimé cette vidéo, il aurait été dérangeant de casser l'action avec une chanson à ce moment si on regardait le film. En réponse, Jennifer Lee évoque le producteur musical Chris Montan, qui a travaillé sur un grand nombre de films d'animation Disney, et qui a déclaré qu'il est de coutume chez Disney de ne pas mettre de chanson après la fin du deuxième acte.

### Le Renouveau
For the First Time in Forever ou Le Renouveau est chantée lors de l'ouverture des portes du château du royaume d'Arendelle pour le couronnement de la reine Elsa. Anna, restée seule pendant une grande partie de son enfance, est impatiente de rentrer en contact avec le monde extérieur et rêve de rencontrer le grand amour. Pendant ce temps, Elsa est angoissée à l'idée de révéler accidentellement ses pouvoirs devenus puissants et difficilement maîtrisables. Elle est interprétée une seconde fois avec des paroles différentes par les mêmes personnages. Anna retrouve sa sœur qui s'est retirée à la Montagne du Nord et essaie de la faire revenir au royaume pour y faire revenir l'été. Mais celle-ci ne s'en sent pas capable et lui demande de la laisser seule. Alors qu'Elsa lutte et tente de contenir ses pouvoirs, elle gèle par accident le cœur de sa sœur Anna qui prend ensuite la fuite en compagnie de Kristoff, Olaf et Sven, devant un grand golem de neige que la Reine des neiges a invoqué.
En version originale, Kristen Bell (Anna) et Idina Menzel (Elsa) chantent les deux parties tandis qu'en français c'est Emmylou Homs (Anna) et Anaïs Delva (Elsa).
Après avoir écrit Let It Go, l'équipe d'écriture s'est tournée vers For the First Time in Forever et a ajouté une mélodie de contrepoint pour Elsa lorsqu'elle se prépare avant le couronnement.
Une autre chanson intitulée Life's Too Short (« La vie est trop courte ») était prévue à la place de la reprise, la prémisse étant que la vie est trop courte pour être passée avec des personnes qui ne vous comprennent pas et qui vous considère comme une sorcière ; cette même chanson devait être reprise à la fin du film avec la notion que la vie est trop courte pour être passée seule. Cependant, pendant l'écriture du film, la Reine des neiges, prédestinée à être le méchant de l'intrigue s'est métamorphosée en héros tragique. Cette chanson a été par la suite jugée trop rancunière et remplacée par une reprise de For the First Time in Forever,.
Durant la séquence de la chanson dans le film, on peut apercevoir les chocolats du film d'animation Les Mondes de Ralph (2012) et un tableau destiné au film Raiponce (2010) ; on aperçoit d'ailleurs le personnage éponyme de ce film en compagnie Flynn Rider (Eugène) lorsqu'Anna sort du château.

### L'amour est un cadeau
Love Is an Open Door ou L'amour est un cadeau prend place alors que le bal du couronnement a commencé, Anna et Elsa se parlent à nouveau et retrouvent peu à peu leur complicité d'autrefois, mais cette dernière explique qu'elles ne pourront pas renouer leur relation d'enfance. Sur ce, Anna s’éloigne, effondrée. Arrive alors le prince Hans, qu'elle a rencontré plus tôt. Ils partent se promener et s'avouent leurs sentiments. Aveuglée, Anna voit Hans comme son double masculin et la chanson se termine par la demande en mariage du prince. C'est ce qui causera par la suite la découverte des pouvoirs de la reine Elsa. On apprend à la fin du film qu'il s'agissait d'une ruse de Hans qui voulait accéder au trône par le mariage.
La chanson est interprétée par Kristen Bell (Anna) et Santino Fontana (Hans) en version originale et Emmylou Homs (Anna) et Guillaume Beaujolais (Hans) en français.
Les couplets de la chanson sont légers, avec des contretemps, tandis que le refrain est plus « brutal et compressé ». Ces contrastes illustrent les comportements chez les adolescents : « la naissance du sentiment (...), le bafouillement d’une discussion amoureuse, la passion qui emporte tout ».

### Libérée, délivrée
Let It Go ou Libérée, délivrée est une chanson durant la séquence où la reine Elsa d'Arendelle, ne parvenant pas à maîtriser ses pouvoirs, doit fuir le royaume après avoir répandu un hiver éternel. Tous ses sujets la considèrent comme une sorcière maléfique, à l'exception de sa sœur Anna, qui part à sa recherche. En arrivant à la Montagne du Nord, Elsa libère et découvre ses pouvoirs extraordinaires en construisant un gigantesque palais de glace. C'est aussi lors de cette séquence qu'elle crée Olaf sans se rendre compte que ce bonhomme de neige, à l'image de celui qu'elle avait fabriqué pour sa sœur lors de leur enfance, va prendre vie.

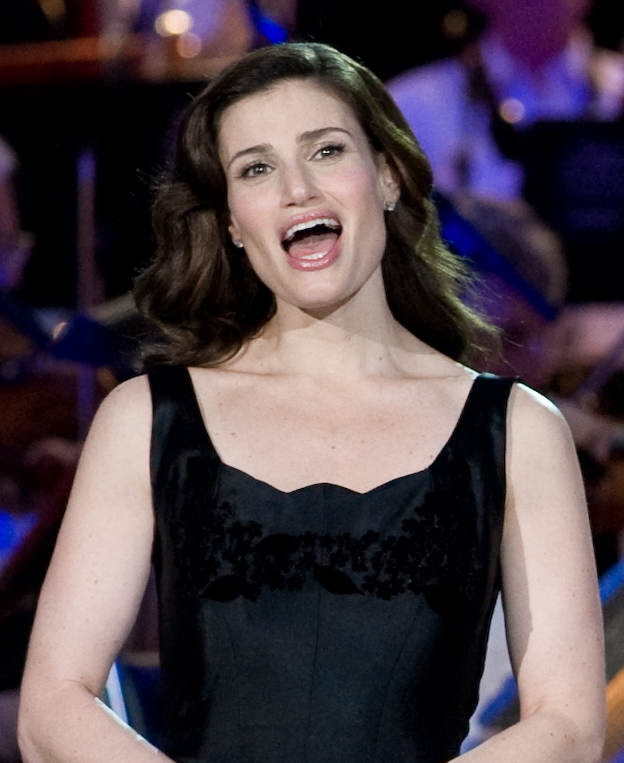
Idina Menzel, la voix d'Elsa dans La Reine des neiges.

La chanson est interprétée en version originale par Idina Menzel (Elsa) et par Anaïs Delva (Elsa). Une autre version anglophone est interprétée par Demi Lovato et peut être entendue au cours du générique de fin. La chanson a été nommée pour le Golden Globe de la meilleure chanson originale dans sa version originale ainsi qu'aux Oscars 2014 où la chanson remporte l'Oscar de la meilleure chanson originale.

## Accueil et critique
La bande originale a eu un succès aux États-Unis et a été classée 18e au Billboard 200. Vers décembre 2014, l'album a été vendu à 3,7 millions d'exemplaires aux États-Unis. L'album a été certifié titre platine par le Recording Industry Association of America.

### Réception critique
Le Parisien donne une critique positive et écrit : « on en prend plein les yeux et les oreilles. » Il note positif le fait que les chansons au rythme « endiablé » soient interprétées par des chanteurs et non par des acteurs (excepté notamment Dany Boon en français). Cependant, pour Stéphane Dreyfus de La Croix, la critique est plus négative et il note que les chansons constituent un « lourd manteau sucré » qui pèse sur l'intrigue et les images de synthèse impeccable dégagent une esthétique trop « kitsch ». Ce fut également le cas pour Noémie Luciani du journal Le Monde, qui trouve la musique écœurante.
Selon le violoncelliste de jazz Vincent Courtois, compositeur de la bande originale d'Ernest et Célestine, « ce n'est pas une bonne BO. » Alors que la force de Disney était les mélodies comme Un jour mon prince viendra ou Sous l'océan, dans La Reine des neiges ne sont utilisés que des procédés harmoniques qui « correspondent à un savoir-faire de gens formés pour écrire d'une certaine manière. » La musique manque d'originalité, elle peut être facilement remplacée ; Vincent Courtois n'y entend pas « l'aventure de la musique ». Il n'a pas aimé les chansons des auteurs-compositeurs Lopez : « Même la chanson-titre, je suis incapable de vous la chanter. Je l’ai écoutée deux fois, je suis musicien, je peux juste vous faire un "Libérééé…" et c’est tout. » Il a cependant apprécié quelques orchestrations de la partition de Christophe Beck au caractère folklorique du Nord. Il ajoute que même si les compositeurs sont brillants et dotés d'une technique d'écriture forte, « on n'est pas dans la magie ».

### Impact culturel
Aux printemps et été 2014, des journalistes ont fait remarquer que La Reine des neiges était très captivant par rapport à la plupart des films : des enfants aux États-Unis et au Royaume-Uni l'ont regardé tellement de fois qu'ils connaissaient toutes les chansons par cœur et les chantaient sans arrêt pour le plus grand désarroi de leurs parents, instituteurs et camarades de classe, ; la chanson Let It Go a été également parodiée de très nombreuses fois. Le chroniqueur Joel Stein du magazine Time a évoqué la frustration de son jeune fils Laszlo avec l'inévitable « assaut culturel » du film à l'école maternelle et aux autres activités extrascolaires, et comment il a obtenu un appel Skype avec Kristen Bell après que Laszlo a demandé pourquoi le film a été fait. Quand celui-ci lui a demandé si elle savait, lors de la production de La Reine des neiges, que cela allait tant affecter la vie des enfants, Kristen Bell a répondu : « Je ne savais pas que les gens ne pourraient pas s'en libérer. Sans jeu de mots. » Quand Terry Gross a posé la même question aux auteurs-compositeurs Lopez en avril lors d'un interview sur la National Public Radio, ils ont expliqué qu'ils ne pouvaient juste pas savoir à quel point leur travail sur ce film allait devenir populaire. Ils ont ajouté qu'ils essayaient tout simplement de « raconter une histoire qui nous parle » et qui « serait potable ».
En décembre 2014, la réalisatrice du film, Jennifer Lee, s'est excusée auprès du public pour la chanson Libérée, délivrée. Elle raconte : « Il y a un an, je rencontrais des gens qui lorsqu'ils découvraient qui j'étais me disaient « Oh, on adore ces chansons ! On les chante tout le temps. » Aujourd'hui, c'est plutôt « Ouais, on écoute encore et toujours ces chansons. » Avant je répondais « Merci », maintenant c'est plutôt « Désolée »... ».

### Nominations
La bande originale de La Reine des neiges est sélectionnée au 57e cérémonie des Grammy Awards dans deux catégories : Best Compilation Soundtrack For Visual Media et Best Score Soundtrack For Visual Media. La chanson Libérée, délivrée est sélectionnée dans la catégorie Best Song Written For Visual Media,,.

### Classements et certifications
| Classement (2013–2014)                    | Position |
| ----------------------------------------- | -------- |
| Argentine (CAPFV)                         | 1        |
| Australie (ARIA)                          | 1        |
| Autriche (Ö3 Austria Top 40)              | 32       |
| Belgique (Flandre Ultratop)               | 22       |
| Belgique (Wallonie Ultratop)              | 18       |
| Canada (Canadian Albums Chart)            | 1        |
| Chine (Sino Chart)                        | 1        |
| Danemark (IFPI)                           | 12       |
| Pays-Bas (MegaCharts)                     | 2        |
| France (SNEP)                             | 5        |
| Allemagne (GfK Entertainment)             | 18       |
| Irlande (Irish Albums Chart)              | 1        |
| Italie (FIMI)                             | 2        |
| Japon (Oricon)                            | 1        |
| Mexique (AMPFV)                           | 3        |
| Nouvelle-Zélande                          | 1        |
| Norvège (VG-lista)                        | 6        |
| Pologne                                   | 7        |
| Corée du Sud                              | 2        |
| Espagne PME                               | 11       |
| Suisse                                    | 30       |
| Royaume-Uni (UK Compilation Albums Chart) | 1        |
| États-Unis (Billboard 200)                | 1        |
| États-Unis (US Billboard Top Soundtracks) | 1        |

| Classement (2014)                      | Position |
| -------------------------------------- | -------- |
| Canada (Billboard)                     | 1        |
| États-Unis (Billboard)                 | 1        |
| États-Unis (Billboard Digital Albums)  | 1        |
| États-Unis (Billboard Top Soundtracks) | 1        |

| Pays                     | Certification |
| ------------------------ | ------------- |
| Allemagne (BVMI)         | 4 × Platine   |
| Australie (ARIA)         | 5 × Platine   |
| Belgique (BEA)           | Platine       |
| Canada (Music Canada)    | 5 × Platine   |
| Danemark (IFPI Danmark)  | 2 × Platine   |
| États-Unis (RIAA)        | 4 × Platine   |
| France (SNEP)            | Diamant       |
| Italie (FIMI)            | Platine       |
| Japon (RIAJ)             | Diamant       |
| Nouvelle-Zélande (RIANZ) | 3 × Platine   |
| Pologne (ZPAV)           | Diamant       |
| Royaume-Uni (BPI)        | 4 × Platine   |

## Fiche technique
- Musique : Christophe Beck
  - Chansons : Kristen Anderson-Lopez (paroles) et Robert Lopez (musique)
- Production : Kristen Anderson-Lopez, Robert Lopez, Christophe Beck, Chris Montan et Tom MacDougall
- Production des chansons originales : Kristen Anderson-Lopez et Robert Lopez
- Production de la musique originale : Jake Monaco
- Directeur de la production musicale : Andrew Page
- Distribution : Walt Disney Records

Source : carton du disque La Reine des neiges, Walt Disney Records (C) 2013 Disney Entreprises, Inc. (ASIN B00GMHAF1Y)

### Les titres

#### Édition standard
Toutes les paroles sont écrites par Robert Lopez et Kristen Anderson-Lopez, toute la musique est composée par Christophe Beck.
| :Frozen (Original Motion Picture Soundtrack) | :Frozen (Original Motion Picture Soundtrack)                                                                                    | :Frozen (Original Motion Picture Soundtrack)  | :Frozen (Original Motion Picture Soundtrack) | :Frozen (Original Motion Picture Soundtrack) | :Frozen (Original Motion Picture Soundtrack) | :Frozen (Original Motion Picture Soundtrack) | :Frozen (Original Motion Picture Soundtrack) | :Frozen (Original Motion Picture Soundtrack) | :Frozen (Original Motion Picture Soundtrack) |
| No                                           | Titre | Interprètes                                   | Durée                                        |                                              |                                              |                                              |                                              |                                              |                                              |
| -------------------------------------------- | --- | --------------------------------------------- | -------------------------------------------- | -------------------------------------------- | -------------------------------------------- | -------------------------------------------- | -------------------------------------------- | -------------------------------------------- | -------------------------------------------- |
| 1.                                           | Frozen Heart | Cast                                          | 1:45                                         |                                              |                                              |                                              |                                              |                                              |                                              |
| 2.                                           | Do You Want to Build a Snowman?                                                                                                 | Kristen Bell, Agatha Lee Monn et Kathie Lopez | 3:27                                         |                                              |                                              |                                              |                                              |                                              |                                              |
| 3.                                           | For the First Time in Forever                                                                                                   | Kristen Bell et Idina Menzel                  | 3:45                                         |                                              |                                              |                                              |                                              |                                              |                                              |
| 4.                                           | Love Is an Open Door | Kristen Bell et Santino Fontana               | 2:05                                         |                                              |                                              |                                              |                                              |                                              |                                              |
| 5.                                           | Let It Go | Idina Menzel                                  | 3:44                                         |                                              |                                              |                                              |                                              |                                              |                                              |
| 6.                                           | Reindeer(s) Are Better than People                                                                                              | Jonathan Groff                                | 0:50                                         |                                              |                                              |                                              |                                              |                                              |                                              |
| 7.                                           | In Summer | Josh Gad                                      | 1:54                                         |                                              |                                              |                                              |                                              |                                              |                                              |
| 8.                                           | For the First Time in Forever (Reprise)                                                                                         | Kristen Bell et Idina Menzel                  | 2:30                                         |                                              |                                              |                                              |                                              |                                              |                                              |
| 9.                                           | Fixer Upper | Maia Wilson et Cast                           | 2:59                                         |                                              |                                              |                                              |                                              |                                              |                                              |
| 10.                                          | Let It Go (Single version) (produit par Emanuel Kiriakou et Andrew Goldstein pour Mod Squad Music Inc., mixé par Serban Ghenea) | Demi Lovato                                   | 3:44                                         |                                              |                                              |                                              |                                              |                                              |                                              |
| 11.                                          | Vuelie (produit par Frode Fjellheim et Christophe Beck)                                                                         | Frode Fjellheim, Cantus                       | 1:36                                         |                                              |                                              |                                              |                                              |                                              |                                              |
| 12.                                          | Elsa and Anna |                                               | 2:43                                         |                                              |                                              |                                              |                                              |                                              |                                              |
| 13.                                          | The Trolls |                                               | 1:48                                         |                                              |                                              |                                              |                                              |                                              |                                              |
| 14.                                          | Coronation Day |                                               | 1:15                                         |                                              |                                              |                                              |                                              |                                              |                                              |
| 15.                                          | Heimr Àrnadalr |                                               | 1:25                                         |                                              |                                              |                                              |                                              |                                              |                                              |
| 16.                                          | Winter's Waltz |                                               | 1:00                                         |                                              |                                              |                                              |                                              |                                              |                                              |
| 17.                                          | Sorcery |                                               | 3:17                                         |                                              |                                              |                                              |                                              |                                              |                                              |
| 18.                                          | Royal Pursuit |                                               | 1:02                                         |                                              |                                              |                                              |                                              |                                              |                                              |
| 19.                                          | Onward and Upward |                                               | 1:54                                         |                                              |                                              |                                              |                                              |                                              |                                              |
| 20.                                          | Wolves |                                               | 1:44                                         |                                              |                                              |                                              |                                              |                                              |                                              |
| 21.                                          | The North Mountain |                                               | 1:34                                         |                                              |                                              |                                              |                                              |                                              |                                              |
| 22.                                          | We Were So Close |                                               | 1:53                                         |                                              |                                              |                                              |                                              |                                              |                                              |
| 23.                                          | Marshmallow Attack! |                                               | 1:43                                         |                                              |                                              |                                              |                                              |                                              |                                              |
| 24.                                          | Conceal, Don't Feel |                                               | 1:07                                         |                                              |                                              |                                              |                                              |                                              |                                              |
| 25.                                          | Only an Act of True Love |                                               | 1:07                                         |                                              |                                              |                                              |                                              |                                              |                                              |
| 26.                                          | Summit Siege |                                               | 2:32                                         |                                              |                                              |                                              |                                              |                                              |                                              |
| 27.                                          | Return to Arendelle |                                               | 1:38                                         |                                              |                                              |                                              |                                              |                                              |                                              |
| 28.                                          | Treason |                                               | 1:36                                         |                                              |                                              |                                              |                                              |                                              |                                              |
| 29.                                          | Some People Are Worth Melting For                                                                                               |                                               | 2:06                                         |                                              |                                              |                                              |                                              |                                              |                                              |
| 30.                                          | Whiteout |                                               | 4:17                                         |                                              |                                              |                                              |                                              |                                              |                                              |
| 31.                                          | The Great Thaw (Vuelie Reprise)                                                                                                 | Frode Fjellheim, Cantus                       | 2:29                                         |                                              |                                              |                                              |                                              |                                              |                                              |
| 32.                                          | Epilogue |                                               | 3:04                                         |                                              |                                              |                                              |                                              |                                              |                                              |
| 69:40                                        | |                                               |                                              |                                              |                                              |                                              |                                              |                                              |                                              |

| :La Reine des neiges, | :La Reine des neiges,            | :La Reine des neiges,                           | :La Reine des neiges, | :La Reine des neiges, | :La Reine des neiges, | :La Reine des neiges, | :La Reine des neiges, | :La Reine des neiges, | :La Reine des neiges, |
| No                    | Titre                            | Interprètes                                     | Durée                 |                       |                       |                       |                       |                       |                       |
| --------------------- | -------------------------------- | ----------------------------------------------- | --------------------- | --------------------- | --------------------- | --------------------- | --------------------- | --------------------- | --------------------- |
| 1.                    | Le Cœur de glace                 | Cast                                            | 1:45                  |                       |                       |                       |                       |                       |                       |
| 2.                    | Je voudrais un bonhomme de neige | Coralie Thuilier, Issia Lorrain et Emmylou Homs | 3:27                  |                       |                       |                       |                       |                       |                       |
| 3.                    | Le Renouveau                     | Anaïs Delva et Emmylou Homs                     | 3:45                  |                       |                       |                       |                       |                       |                       |
| 4.                    | L'amour est un cadeau            | Emmylou Homs et Guillaume Beaujolais            | 2:05                  |                       |                       |                       |                       |                       |                       |
| 5.                    | Libérée, délivrée                | Anaïs Delva                                     | 3:44                  |                       |                       |                       |                       |                       |                       |
| 6.                    | Le Chant du renne                | Donald Reignoux                                 | 0:50                  |                       |                       |                       |                       |                       |                       |
| 7.                    | En été                           | Emmanuel Curtil                                 | 1:54                  |                       |                       |                       |                       |                       |                       |
| 8.                    | Le Renouveau (Reprise)           | Anaïs Delva et Emmylou Homs                     | 2:30                  |                       |                       |                       |                       |                       |                       |
| 9.                    | Nul n'est parfait                | Cast                                            | 2:59                  |                       |                       |                       |                       |                       |                       |
| 69:40                 |                                  |                                                 |                       |                       |                       |                       |                       |                       |                       |

#### Édition Deluxe
L'édition deluxe comprend le CD précédent plus celui ci-dessous :
| :Frozen (Original Motion Picture Soundtrack) – Two-disc deluxe edition (Disc 2) | :Frozen (Original Motion Picture Soundtrack) – Two-disc deluxe edition (Disc 2) | :Frozen (Original Motion Picture Soundtrack) – Two-disc deluxe edition (Disc 2) | :Frozen (Original Motion Picture Soundtrack) – Two-disc deluxe edition (Disc 2) | :Frozen (Original Motion Picture Soundtrack) – Two-disc deluxe edition (Disc 2) | :Frozen (Original Motion Picture Soundtrack) – Two-disc deluxe edition (Disc 2) | :Frozen (Original Motion Picture Soundtrack) – Two-disc deluxe edition (Disc 2) | :Frozen (Original Motion Picture Soundtrack) – Two-disc deluxe edition (Disc 2) | :Frozen (Original Motion Picture Soundtrack) – Two-disc deluxe edition (Disc 2) | :Frozen (Original Motion Picture Soundtrack) – Two-disc deluxe edition (Disc 2) |
| No                                                                              | Titre                                                                           | Musique                                                                         | Durée                                                                           |                                                                                 |                                                                                 |                                                                                 |                                                                                 |                                                                                 |                                                                                 |
| ------------------------------------------------------------------------------- | ------------------------------------------------------------------------------- | ------------------------------------------------------------------------------- | ------------------------------------------------------------------------------- | ------------------------------------------------------------------------------- | ------------------------------------------------------------------------------- | ------------------------------------------------------------------------------- | ------------------------------------------------------------------------------- | ------------------------------------------------------------------------------- | ------------------------------------------------------------------------------- |
| 1.                                                                              | For the First Time in Forever (Demo)                                            | Kristen Anderson Lopez                                                          | 3:33                                                                            |                                                                                 |                                                                                 |                                                                                 |                                                                                 |                                                                                 |                                                                                 |
| 2.                                                                              | Loves Is an Open Door (Demo)                                                    | Robert Lopez et Kristen Anderson-Lopez                                          | 2:02                                                                            |                                                                                 |                                                                                 |                                                                                 |                                                                                 |                                                                                 |                                                                                 |
| 3.                                                                              | We Know Better (Outtake)                                                        | Kristen Anderson-Lopez                                                          | 4:05                                                                            |                                                                                 |                                                                                 |                                                                                 |                                                                                 |                                                                                 |                                                                                 |
| 4.                                                                              | Spring Pageant                                                                  | Kristen Anderson-Lopez                                                          | 3:10                                                                            |                                                                                 |                                                                                 |                                                                                 |                                                                                 |                                                                                 |                                                                                 |
| 5.                                                                              | More Than Just the Spare (Outtake)                                              | Kristen Anderson-Lopez, Robert Lopez, Annie Lopez et Katie Lopez                | 3:44                                                                            |                                                                                 |                                                                                 |                                                                                 |                                                                                 |                                                                                 |                                                                                 |
| 6.                                                                              | You're You (Outtake)                                                            | Kristen Anderson-Lopez et Robert Lopez                                          | 0:50                                                                            |                                                                                 |                                                                                 |                                                                                 |                                                                                 |                                                                                 |                                                                                 |
| 7.                                                                              | Life's Too Short (Outtake)                                                      | Kristen Anderson-Lopez                                                          | 1:54                                                                            |                                                                                 |                                                                                 |                                                                                 |                                                                                 |                                                                                 |                                                                                 |
| 8.                                                                              | Life's Too Short (Reprise) (Outtake)                                            | Kristen Anderson-Lopez                                                          | 2:30                                                                            |                                                                                 |                                                                                 |                                                                                 |                                                                                 |                                                                                 |                                                                                 |
| 9.                                                                              | Reindeer(s) Remix (Outtake)                                                     | Robert Lopez                                                                    | 2:59                                                                            |                                                                                 |                                                                                 |                                                                                 |                                                                                 |                                                                                 |                                                                                 |
| 10.                                                                             | The Ballad of Olaf et Sven (Teaser Trailer / Score Demo)                        | Christophe Beck                                                                 | 3:44                                                                            |                                                                                 |                                                                                 |                                                                                 |                                                                                 |                                                                                 |                                                                                 |
| 11.                                                                             | Quenn Elsa of Arendelle (Score Demo)                                            | Christophe Beck                                                                 | 1:36                                                                            |                                                                                 |                                                                                 |                                                                                 |                                                                                 |                                                                                 |                                                                                 |
| 12.                                                                             | Hans (Score Demo)                                                               | Christophe Beck                                                                 | 2:43                                                                            |                                                                                 |                                                                                 |                                                                                 |                                                                                 |                                                                                 |                                                                                 |
| 13.                                                                             | It Had to Be Snow (Score Demo)                                                  | Christophe Beck                                                                 | 1:48                                                                            |                                                                                 |                                                                                 |                                                                                 |                                                                                 |                                                                                 |                                                                                 |
| 14.                                                                             | Meet Olaf (Score Demo)                                                          | Christophe Beck                                                                 | 1:15                                                                            |                                                                                 |                                                                                 |                                                                                 |                                                                                 |                                                                                 |                                                                                 |
| 15.                                                                             | Hands for Hans (Score Demo)                                                     | Christophe Beck                                                                 | 1:25                                                                            |                                                                                 |                                                                                 |                                                                                 |                                                                                 |                                                                                 |                                                                                 |
| 16.                                                                             | Oaken's Sauna (Score Demo)                                                      | Christophe Beck                                                                 | 1:00                                                                            |                                                                                 |                                                                                 |                                                                                 |                                                                                 |                                                                                 |                                                                                 |
| 17.                                                                             | Thin Air (Score Demo)                                                           | Christophe Beck                                                                 | 3:17                                                                            |                                                                                 |                                                                                 |                                                                                 |                                                                                 |                                                                                 |                                                                                 |
| 18.                                                                             | Cliff Diving (Score Demo)                                                       | Christophe Beck                                                                 | 1:02                                                                            |                                                                                 |                                                                                 |                                                                                 |                                                                                 |                                                                                 |                                                                                 |
| 19.                                                                             | The Love Experts (Score Demo)                                                   | Christophe Beck                                                                 | 1:54                                                                            |                                                                                 |                                                                                 |                                                                                 |                                                                                 |                                                                                 |                                                                                 |
| 20.                                                                             | Elsa Imprisoned (Score Demo)                                                    | Christophe Beck                                                                 | 1:44                                                                            |                                                                                 |                                                                                 |                                                                                 |                                                                                 |                                                                                 |                                                                                 |
| 21.                                                                             | Hans' Kiss (Score Demo)                                                         | Christophe Beck                                                                 | 1:34                                                                            |                                                                                 |                                                                                 |                                                                                 |                                                                                 |                                                                                 |                                                                                 |
| 22.                                                                             | Coronation Band Suite (Source Score)                                            | Christophe Beck                                                                 | 1:53                                                                            |                                                                                 |                                                                                 |                                                                                 |                                                                                 |                                                                                 |                                                                                 |
| 23.                                                                             | Let It Go (Instrumental Karaoke)                                                | Robert Lopez et Kristen Anderson-Lopez                                          | 1:43                                                                            |                                                                                 |                                                                                 |                                                                                 |                                                                                 |                                                                                 |                                                                                 |
| 24.                                                                             | For the First Time in Forever (Instrumental Karaoke)                            | Robert Lopez et Kristen Anderson-Lopez                                          | 1:07                                                                            |                                                                                 |                                                                                 |                                                                                 |                                                                                 |                                                                                 |                                                                                 |
| 25.                                                                             | Love Is an Open Door (Instrumental Karaoke)                                     | Robert Lopez et Kristen Anderson-Lopez                                          | 1:07                                                                            |                                                                                 |                                                                                 |                                                                                 |                                                                                 |                                                                                 |                                                                                 |
| 26.                                                                             | In Summer (Instrumental Karaoke)                                                | Robert Lopez et Kristen Anderson-Lopez                                          | 2:32                                                                            |                                                                                 |                                                                                 |                                                                                 |                                                                                 |                                                                                 |                                                                                 |
| 27.                                                                             | Let It Go (Demi Lovato Version Instrumental Karaoke)                            | Robert Lopez et Kristen Anderson-Lopez                                          | 1:38                                                                            |                                                                                 |                                                                                 |                                                                                 |                                                                                 |                                                                                 |                                                                                 |
| 59:18 Total : 128:58                                                            |                                                                                 |                                                                                 |                                                                                 |                                                                                 |                                                                                 |                                                                                 |                                                                                 |                                                                                 |                                                                                 |

#### Versions étrangères
Voici les noms de certains titres des musiques et chansons du film dans d'autres pays étrangers :
| 1.  | Helado corazón                    | Cast                                                                        | 1:45 |
| 2.  | ¿Y si hacemos un muñeco?          | Romina Marroquín Payró, Andrea Rebeca Gómez Arias et Sara Paula Gómez Arias | 3:27 |
| 3.  | Finalmente y como nunca           | Romina Marroquín Payró et Carmen Sarahí                                     | 3:45 |
| 4.  | La puerta es el amor              | Romina Marroquín Payró et Hugo Serrano                                      | 2:07 |
| 5.  | Libre soy                         | Carmen Sarahí                                                               | 3:44 |
| 6.  | Renos mejores que humanos         | Pepe Vilchis                                                                | 0:50 |
| 7.  | Verano                            | David Filio                                                                 | 1:54 |
| 8.  | Finalmente y como nunca (reprise) | Romina Marroquín Payró et Carmen Sarahí                                     | 2:30 |
| 9.  | Reparaciones (avec Simone Brook)  | Cast                                                                        | 3:02 |
| 10. | Let It Go                         | Demi Lovato                                                                 | 3:47 |
| 11. | Libre soy                         | Martina Stoessel                                                            | 3:46 |

| 11. | All'alba sorgerò | Serena Autieri | 3:46 |

| 11. | Bebaskan | Marsha Milan Londoh (en) | 3:46 |

| 1. | Kaltes Herz                       | Manuel Straube, Tommy Amper, Benjamin Grund, Stefan Thomas, Florian Wolf, Thomas Hohenberger et Frank Oliver Weißmann | 1:44 |
| 2. | Willst du einen Schneemann bauen? | Pia Allgaier, Manuel Straube, Valeska Gerhart et Magdalena Haier                                                      | 3:26 |
| 3. | Zum ersten Mal                    | Pia Allgaier et Willemijn Verkaik                                                                                     | 3:44 |
| 4. | Liebe öffnet Tür'n                | Pia Allgaier et Manuel Straube                                                                                        | 2:04 |
| 5. | Lass jetzt los                    | Willemijn Verkaik | 3:43 |
| 6. | Rentiere sind besser als Menschen | Leonhard Mahlich | 0:51 |
| 7. | Im Sommer                         | Hape Kerkeling | 1:43 |
| 8. | Zum ersten Mal (Reprise)          | Pia Allgaier et Willemijn Verkaik                                                                                     | 2:29 |
| 9. | Aufpolieren                       | Hape Kerkeling, Tommy Amper et Petra Scheeser                                                                         | 3:01 |

| 1.  | Corazón de hielo                  | Cast                                        | 1:46 |
| 2.  | Hazme un muñeco de nieve          | Naima Barroso, Emma Amselem et Carmen López | 3:27 |
| 3.  | Por primera vez en años           | Carmen López et Gisela                      | 3:45 |
| 4.  | La puerta hacia el amor           | Carmen López et Toni Menguiano              | 2:05 |
| 5.  | ¡Suéltalo!                        | Gisela                                      | 3:44 |
| 6.  | Renos mejor que personas          | Erik Cruz                                   | 0:52 |
| 7.  | En verano                         | Miguel Antelo                               | 1:52 |
| 8.  | Por primera vez en años (Reprise) | Carmen López et Gisela                      | 2:30 |
| 9.  | Hay que mejorarle un poco         | Cast                                        | 3:02 |
| 10. | Let It Go                         | Demi Lovato                                 | 3:44 |
| 11. | Libre soy                         | Martina Stoessel                            | 3:44 |

| 1. | Det Frosne Hjertes Slag                | Cast danois                                           | 1:44 |
| 2. | Skal Vi Ikke Lave en Snemand?          | Marie Dietz, Natascha Jessen, Kristine Yde Eriksen    | 3:26 |
| 3. | Jeg Har Ventet Alt for Længe           | Kristine Yde Eriksen et Maria Lucia Heiberg Rosenberg | 3:44 |
| 4. | Vi Lukker Døren Op                     | Kristine Yde Eriksen et Christian Lund                | 2:04 |
| 5. | Lad Det Ske                            | Maria Lucia Heiberg Rosenberg                         | 3:43 |
| 6. | Rensdyr Er Bedre End Mennesker         | Kenneth M. Christensen                                | 0:51 |
| 7. | Til Sommer                             | Martin Brygmann                                       | 1:43 |
| 8. | Jeg Har Ventet Alt for Længe (Reprise) | Kristine Yde Eriksen et Maria Lucia Heiberg Rosenberg | 2:29 |
| 9. | Småskavanker                           | Cast danois                                           | 3:01 |

| 1. | Serca lód                               | Cast                                                   | 1:45 |
| 2. | Ulepimy dziś bałwana?                   | Magdalena Wasylik, Malwina Jachowicz, Julia Siechowicz | 3:27 |
| 3. | Pierwszy raz jak sięga pamięć           | Magdalena Wasylik, Katarzyna Łaska                     | 3:45 |
| 4. | Miłość stanęła w drzwiach               | Magdalena Wasylik, Marcin Jajkiewicz                   | 2:07 |
| 5. | Mam tę moc                              | Katarzyna Łaska                                        | 3:44 |
| 6. | Człowiek zwierzęciu jest wilkiem        | Paweł Ciołkosz                                         | 0:51 |
| 7. | Lód w lecie                             | Czesław Mozil                                          | 1:53 |
| 8. | Pierwszy raz jak sięga pamięć (Repryza) | Katarzyna Łaska, Magdalena Wasylik                     | 2:30 |
| 9. | Nietentego                              | Cast, Olga Szomańska                                   | 3:02 |

| 1.  | Gélido Coração                  | Cast brésilien                                | 1:46 |
| 2.  | Quer Brincar Na Neve?           | Gabi Guimaraes, Gabi Porto et Hannah Zeitoune | 3:29 |
| 3.  | Uma Vez Na Eternidade           | Gabi Porto et Taryn Szpilman                  | 3:43 |
| 4.  | Vejo Uma Porta Abrir            | Olavo Cavalheiro et Gabi Porto                | 2:05 |
| 5.  | Livre Estou                     | Taryn Szpilman                                | 3:43 |
| 6.  | Rena É Melhor do Que Gente      | Gustavo Pereira et Marcelo Sader              | 0:52 |
| 7.  | No Verão                        | Gustavo Pereira et Marcelo Sader              | 1:51 |
| 8.  | Uma Vez Na Eternidade (Reprise) | Gabi Porto et Taryn Szpilman                  | 2:30 |
| 9.  | Reparos                         | Gottsha, Alexandre Moreno et Gustavo Pereira  | 3:00 |
| 10. | Let It Go                       | Demi Lovato                                   | 3:44 |
| 11. | Libre Soy                       | Martina Stoessel                              | 3:43 |

| 1.  | 氷の心 (Koori no Kokoro)                                                | Cast                                          | 1:46 |
| 2.  | 雪だるまつくろう (Yukidaruma Tsukurou)                                  | Sayaka Kanda, Natsuki Inaba, Sumire Moroboshi | 3:28 |
| 3.  | 生まれてはじめて (Umarete Hajimete)                                     | Sayaka Kanda, Takako Matsu                    | 3:44 |
| 4.  | とびら開けて (Tobira Akete)                                             | Sayaka Kanda, Eisuke Tsuda                    | 2:07 |
| 5.  | レット・イット・ゴー ～ありのままで～ (Let it go - Arino Mamade)        | Takako Matsu                                  | 3:44 |
| 6.  | トナカイのほうがずっといい (Tonakaino Houga Zutto Ii)                   | Shin-ichiro Hara                              | 0:50 |
| 7.  | あこがれの夏 (Akogareno Natsu)                                          | Pierre Taki                                   | 1:54 |
| 8.  | 生まれてはじめて（リプライズ） (Umarete Hajimete (Reprise))             | Sayaka Kanda, Takako Matsu                    | 2:30 |
| 9.  | 愛さえあれば (Ai Sae Areba)                                             | Rika Sugimura, Motomu Azaki                   | 3:03 |
| 10. | レット・イット・ゴー ～ありのままで～ (Let it go - Arino Mamade)        | May J.                                        | 3:44 |
| 11. | レット・イット・ゴー ～ありのままで～ (Let it go - Version multilingue) | Cast                                          | 3:44 |

| :Corée : 겨울왕국 | :Corée : 겨울왕국           | :Corée : 겨울왕국              | :Corée : 겨울왕국 | :Corée : 겨울왕국 | :Corée : 겨울왕국 | :Corée : 겨울왕국 | :Corée : 겨울왕국 | :Corée : 겨울왕국 | :Corée : 겨울왕국 |
| No                | Titre                       | Interprète                     | Durée             |                   |                   |                   |                   |                   |                   |
| ----------------- | --------------------------- | ------------------------------ | ----------------- | ----------------- | ----------------- | ----------------- | ----------------- | ----------------- | ----------------- |
| 1.                | 얼어붙은 심장               | 김철한, 박상준, 이상익, 이재호 | 1:46              |                   |                   |                   |                   |                   |                   |
| 2.                | 같이 눈사람 만들래?         | 윤시영, 이지민, 박지윤         | 3:27              |                   |                   |                   |                   |                   |                   |
| 3.                | 태어나서 처음으로           | 박지윤, 박혜나                 | 3:45              |                   |                   |                   |                   |                   |                   |
| 4.                | 사랑은 열린 문              | 박지윤, 윤승욱                 | 2:07              |                   |                   |                   |                   |                   |                   |
| 5.                | 다 잊어                     | 박혜나                         | 3:44              |                   |                   |                   |                   |                   |                   |
| 6.                | 순록이 사람보다 낫지        | 정상윤                         | 0:51              |                   |                   |                   |                   |                   |                   |
| 7.                | 여름날                      | 이장원                         | 1:54              |                   |                   |                   |                   |                   |                   |
| 8.                | 태어나서 처음으로 (Reprise) | 박지윤, 박혜나                 | 2:30              |                   |                   |                   |                   |                   |                   |
| 9.                | 부족한 점 (트롤 송)         | 프로즌 한국어판 캐스트         | 3:02              |                   |                   |                   |                   |                   |                   |
| 11.               | Let It Go                   | 효린 (씨스타)                  | 3:47              |                   |                   |                   |                   |                   |                   |
| 1:13:44           |                             |                                |                   |                   |                   |                   |                   |                   |                   |